# Leuvenhorst
Leuvenhorst is een groot stuifzand- en heidegebied tussen Harderwijk en Nunspeet en in het zuiden de buurtschap Leuvenum. Leuvenhorst is 1430 hectare groot en wordt sinds 1979 beheerd door Natuurmonumenten.
Het stuifzandgebied is afgezet aan het einde van de laatste ijstijd, zo'n tienduizend jaar geleden. Toen de eerste mensen er gingen wonen, was het een dicht begroeid woud. Door overmatig kappen en het hoeden van schapen kwam al spoedig het dekzand los. In de 16e eeuw was het gebied één groot onbeheersbaar stuifzand geworden. Vanaf de 19e eeuw is men dit stuifzand gaan beteugelen, door grootscheepse bosaanplanten. Hierdoor is bijna al het actieve stuifzand verdwenen. Om dit unieke ecosysteem toch overlevingskansen te bieden, heeft Natuurmonumenten in de jaren 1991-1996 en 2012-2016 sommige bomen weer verwijderd om zo de wind weer vat te laten krijgen op het zand.
Natuurmonumenten houdt in het noordoosten van Leuvenhorst delen van het Hulshorsterzand open, zodat wind en zand er vrij spel hebben. Het is een van de laatste actieve stuifzandgebieden in Nederland en belangrijk voor onder andere graafwespen en graafbijen. Rond het stuifzand liggen zeldzame en kwetsbare korstmossteppen, mossen en paddenstoelen.
Leuvenhorst bestaat naast grote delen stuifzand en heide ook nog uit grove dennen. Vroeger zijn deze aangeplant om overlast van het stuifzand te voorkomen. Het is een extreem leefgebied. Het temperatuurverschil tussen dag en nacht kan oplopen tot wel veertig graden. De dieren die hier leven zijn onder andere de mierenleeuw, nachtzwaluwen en de duinpieper.